# Elaeocarpus takolensis
Elaeocarpus takolensis är en tvåhjärtbladig växtart som beskrevs av Mark James Coode. Elaeocarpus takolensis ingår i släktet Elaeocarpus och familjen Elaeocarpaceae. Inga underarter finns listade i Catalogue of Life.